# HMS Diamond (D35)
Pour les autres navires du même nom, voir HMS Diamond.
Pour les articles homonymes, voir D35.
Le HMS Diamond est un destroyer de la classe Daring de la Royal Navy.

## Histoire
Le Diamond fait partie de la revue de la flotte pour célébrer le couronnement d'Élisabeth II en 1953. Le 29 septembre 1953, il a de graves dégâts sur l'étrave lors d'une collision avec le croiseur Swiftsure lors d'un exercice au large de l'Islande.
En 1956, le Diamond est envoyé à Port-Saïd pour être de la pression franco-britannique, mais le gouvernement égyptien est impassible et l'opération Mousquetaire est lancée. Il est rénové en 1959 au Chatham Dockyard. En 1964, il a une nouvelle collision avec la frégate Salisbury dans la Manche au cours d'un exercice.
En 1970, il devient un navire d'entraînement à quai à Portsmouth puis est remplacé à ce rôle par le destroyer Kent (en). Il part pour la démolition à Rainham, dans le Kent en 1981.